# José Sánchez del Río
José Sánchez del Río (Sahuayo, 28 marzo 1913 – Sahuayo, 10 febbraio 1928) è stato un giovane cristero messicano, ucciso da un ufficiale governativo per non aver rinnegato la propria fede cattolica.
Dichiarato martire, è stato beatificato da papa Benedetto XVI il 20 novembre 2005, e successivamente canonizzato da papa Francesco il 16 ottobre 2016.

## Biografia
José Sánchez del Río nacque il 28 marzo 1913 a Sahuayo, nello stato di Michoacán. Frequentò la scuola nella sua città natale e successivamente a Guadalajara, nello stato di Jalisco. Quando scoppiò la Guerra cristera nel 1926, i suoi fratelli si unirono alle forze ribelli, e sebbene sua madre fosse contraria e il generale Prudencio Mendoza avesse inizialmente rifiutato il suo arruolamento, dopo l'insistenza di José venne arruolato e gli fu concesso di portare lo stendardo di guerra. I cristeros lo soprannominarono "Tarcisius", il primo santo cristiano martirizzato nel tentativo di proteggere l'Eucaristia dalla profanazione.
Durante una violenta battaglia, il 25 gennaio 1928, il cavallo del suo generale fu ucciso e José gli cedette tempestivamente il suo così da permettergli di ritirarsi. I cristeros, a corto di munizioni, tentarono di coprire la ritirata, ma alla fine l'esercito federale ebbe la meglio e riuscì a catturare diversi prigionieri, tra cui lo stesso José.
Il 7 febbraio fu condotto nella sua città natale, Sahuayo, dove venne imprigionato in una chiesa parrocchiale ormai profanata e devastata dai federali. Il deputato Rafael Picazo che ebbe in custodia José insieme ad altri prigionieri, gli propose delle alternative che lo avrebbero salvato dalla condanna a morte: pagare un riscatto di 5.000 pesos o accettare di essere mandato all'accademia militare; ma José rifiutò entrambe le proposte e rimase in prigionia fino al 10 febbraio giorno in cui fu martirizzato.
Nella prima notte di prigionia scrisse una lettera alla madre:
«Mia cara mamma: sono stato preso prigioniero in combattimento quest'oggi. Penso al momento in cui andrò a morire; ma non è importante, mamma. Ti devi rimettere alla volontà di Dio; muoio contento perché sto morendo al fianco di Nostro Signore. Non ti preoccupare per la mia morte, che è ciò che mi mortifica. Invece, di' ai miei altri fratelli di seguire l'esempio del più piccolo e farai la volontà di Dio. Abbi forza e inviami la tua benedizione insieme a mio padre. Salutami tutti per l'ultima volta e ricevete il cuore di vostro figlio che vi ama entrambi e vi avrebbe voluto vedere prima di morire».
Nei giorni di prigionia fu torturato, anche perché aveva ucciso dei galli che i federali tenevano nella chiesa ora divenuta un pollaio; inoltre l'8 febbraio fu costretto ad assistere all'impiccagione di Lázaro, un altro ragazzo che era stato imprigionato insieme con lui, al fine di fargli rinnegare la sua fede e salvarsi così dalla sua imminente condanna a morte al cimitero, ma José non cedette. Il corpo di Lázaro, ritenuto morto, venne trascinato al vicino cimitero dove venne abbandonato; tuttavia era solo apparentemente morto infatti si riprese e riuscì a scappare.
Nel frattempo continuarono le torture e il giorno della sua esecuzione, il 10 febbraio, con dei chiodi gli furono inferti numerosi tagli su piante e dita dei piedi e fu costretto a raggiungere scalzo il cimitero. Lì, posto davanti alla fossa in cui sarebbe stato sepolto, fu pugnalato non mortalmente e gli fu chiesto nuovamente di rinnegare la sua fede, ma José non lo fece e ad ogni ferita gridava "Viva Cristo Re". Chiese poi di venire fucilato, ma il capitano, innervosito dall'atteggiamento del ragazzo gli sparò sul posto con la sua pistola. José ormai agonizzante morì dopo essere riuscito a tracciare una croce sul terreno con il suo sangue.

## Il culto
Beatificato nel 2005 da papa Benedetto XVI, è stato canonizzato il 16 ottobre 2016 da papa Francesco. Per la canonizzazione è stata riconosciuta come miracolosa la guarigione, scientificamente inspiegabile, di Ximena Guadalupe Magallón Gálvez. La bambina, nata nel 2008, era stata colpita, pochi mesi dopo la nascita, da un ictus, a causa del quale le erano stati dati tre giorni di vita. Dopo che i genitori l'avevano affidata all'intercessione del beato José, al momento di staccarla dai macchinari che la tenevano in vita aveva aperto gli occhi e sorriso, tornando successivamente alla completa normalità.

## Nella cultura
La vicenda e il martirio di José Sánchez del Río sono narrati nel film Cristiada del 2014.